# (10403) Marcelgrün
(10403) Marcelgrün est un astéroïde de la ceinture principale.

## Description
(10403) Marcelgrun est un astéroïde de la ceinture principale. Il fut découvert le 22 novembre 1997 à l'Observatoire Kleť par Jana Tichá et Miloš Tichý. Il présente une orbite caractérisée par un demi-grand axe de 2,24 UA, une excentricité de 0,09 et une inclinaison de 4,9° par rapport à l'écliptique.

## Compléments